# سید فضل‌الله موسوی
سید فضل‌الله موسوی (زادهٔ ۱۳۳۲ در اصفهان) عضو سابق حقوقدان شورای نگهبان بین سالهای ۱۳۹۵ تا ۱۴۰۱ و عضو پیوسته فرهنگستان علوم  می‌باشد.
او نمایندهٔ حوزهٔ انتخابیهٔ تهران، ری، شمیرانات و اسلام‌شهر در دورهٔ هفتم مجلس شورای اسلامی بوده‌است. وی از سال ۱۳۷۱ عضو هیئت علمی دانشکده حقوق و علوم سیاسی دانشگاه تهران می‌باشد.